# 月刊ComicREX
『月刊ComicREX』（げっかんコミックレックス）は、一迅社発行の漫画雑誌。

## 概要
2005年12月(2006年1月号)に創刊された。
当初(前月)9日発売であったが、2010年11・12月合併号より(前々月)毎月27日発売。掲載作の単行本はREXコミックスとして毎月27日に発売されている。
一賽舎の販売業務をスタジオDNAが肩代わりしていた縁から、一賽舎刊行の『コミックZERO-SUM増刊WARD』にスタジオDNAのゲームアンソロジーの漫画家や、スタジオDNAが外部編集として携わった『零式』(シュベール出版)に執筆していた漫画家の作品が掲載されていたが、両社の合併後に男性読者向けの作品を移籍させる形で男性向け漫画雑誌として創刊された。
初期は『SOUL GADGET RADIANT』『ティンクルセイバーNOVA』『BUS GAMER』『CYNTHIA THE MISSION』などの移籍作や、『私立彩陵高校超能力部』『突撃!パッパラ隊』『ガウガウわー太』など他社・他誌連載作品の続編で構成されていた。
2010年11・12月合併号より新装刊リニューアルとしてタイトルロゴと発売日が変更になった（毎月9日発売→27日発売）。
2012年9月から2017年1月までニコニコ静画より無料で前月号を読め、2015年12月5日から更新日が変更になった（毎月27日更新→5日更新）
2006年に本誌の増刊として創刊された『まんが4コマKINGSぱれっと』は後に独立創刊したが2022年2月に休刊し、連載作品の一部は2022年5月号から本誌へ移籍。

## 掲載作品（50音順）
2025年9月号現在。

### 連載中（雑誌オリジナル）
- 1年A組のモンスター（英貴）：2018年3月号 -
- お兄ちゃんはおしまい!（ねことうふ）：2019年6月号 -
- 歌舞伎町の嬢王アイナ、究極の接客スキルで異世界の王になる。（原作：平鳥コウ、漫画：暁葉）：2021年10月号 -
- バーナード嬢曰く。（施川ユウキ）：2014年1月号 -

### 連載中（メディアミックス）
- アークナイツ OPERATORS!（狂zip、原作・監修：Hypergryph/Yostar）：2022年5月号[4] - 、←『まんが4コマぱれっと』から移籍[4]
- アズールレーン びそくぜんしんっ!（ホリ、原作：「アズールレーン」運営）：2022年5月号[4] - 、←『まんが4コマぱれっと』から移籍[4]
- あとはご自由にどうぞ 〜チュートリアルで神様がラスボスを倒しちゃったので私は好き放題生きていく〜（かんむり、原作：鬼影スパナ）：2024年10月号[5] -
- 異世界帰りの元勇者ですが、デスゲームに巻き込まれました（原作：空地大乃、漫画：黒山メッキ）：2021年9月号[6] -
- 落ちこぼれ衛士見習いの少年。（実は）最強最悪の暗殺者。（原作：マサイ、漫画：ミツコエユウ）：2023年10月号 -
- 「お前を追放する」追放されたのは俺ではなく無口な魔法少女でした（原作：まるせい、漫画：八尾匠、キャラクターデザイン：福きつね）：2023年11月号[7] -
- 壁役など不要と追放されたS級冒険者、≪奴隷解放≫スキルを駆使して史上最強の国造り（原作：向原行人、漫画：日野行望、キャラクターデザイン：珈琲猫）：2024年5月号[8] -
- 君が制服を脱いだら（原作：筏葛、漫画：まな）：2025年1月号[9] -
- 剣鬼転生 極めし剣は魔術を斬り裂く（原作：文月紲、漫画：黒森真矢、キャラクターデザイン：ミユキルリア）：2025年7月号[10] -
- 最強召喚士はアラサーおっさん〜カードを親に処分されたカードゲーマーの異世界無双〜（原作：ベニガシラ、漫画：村光、キャラクターデザイン：けけもつ）：2025年4月号[11] -
- 処刑フラグ満載の嫌われ皇子のやりなおし（原作：高野ケイ、漫画：ふちかたつー、キャラクターデザイン：高嶋しょあ）：2025年3月号[12] -
- 死霊魔術の容疑者（原作：駄犬、漫画：おにお）：2024年8月号[13] -
- 砂魔法で砂の王国を作ろう 〜砂漠に追放されたから頑張って祖国以上の国家を建ててみた〜（原作：空地大乃、漫画：色意しのぶ、キャラクターデザイン：Mo）：2024年9月号[14] -
- 鮮血王女、皆殺す〜家族に裏切られ、処刑された少女は蘇り、『死神』となって復讐する〜（原作：kiki、漫画：多㐂）：2022年1月号 -
- ダンジョン島で宿屋をやろう! 創造魔法を貰った俺の細腕繁盛記（原作：長野文三郎、漫画：結城心一、キャラクターデザイン：てんまそ）：2021年1月号 -
- どうも物欲の聖女です 〜無双スキル『クリア報酬』で盛大に勘違いされました〜（原作：ラチム、漫画：ナニン、キャラクターデザイン：吉武）：2025年1月号[9] -
- 冒険者パーティーを追放された回復士の少女を拾って育成したら、まさかの最強職業に転職!?（原作：清露、漫画：星くずし、キャラクターデザイン：えーる）：2022年5月号[4] -
- 魔力0で最強の大賢者〜それは魔法ではない、物理だ!〜（原作：空地大乃、漫画：色意しのぶ、キャラクターデザイン：ぎん太郎）：2020年9月号 -
- もしもチート小説の主人公がうっかり人を殺したら（原作：ガッkoya、漫画：ガブリエルしょう）：2024年2月号 -

### あ行
- あいニー充（真西まり）：2017年9月号 - 2018年5月号
- 悪役王子は恋ができない（米田和佐）：2018年1月号 - 2018年12月号
- アサシネ（平野耕太）：2010年11・12月号 - 2012年6月号、→『コミックバーズ』（幻冬舎コミックス）に移籍
- アプリトラップ（原作：上山弥彦、漫画：栗山廉士）：2015年5月号 - 2016年4月号、2016年12月号で連載休止告知
- 阿部くんの7日間戦線（鈴木マナツ）：2012年5月号 - 2013年3月号
- あやかし古書庫と少女の秘宝（ドリヤス工場）：2011年11月号 - 2013年2月号
- イケメン女と箱入り娘（原作：もちオーレ、漫画：majoccoid）：2019年11月号 - 2020年12月号
- いもうとらぶる（猫村有香子）：2013年1月号 - 2013年11月号
- いんてる先輩（ゆーじ）：2010年11・12月号 - 2012年10月号
- 宇宙スレイヴ後藤田リサコ（結城心一）：2008年9月号 - 2009年6月号→ GO TO DA!りさこスレイヴ：2009年7月号 - 2009年9月号
- エスペリダス・オード（堤抄子）：2006年12月号 - 2010年3月号
- える・えるシスター（邪武丸）：2008年3月号 - 2011年1月号 ※読み切り作品を連載化
- お稲荷JKたまもちゃん（ユウキレイ）：2017年3月号 - 2021年6月号 ※当初は短期集中連載
- おくさまが生徒会長!（中田ゆみ）：2011年10月号 - 2018年10月号
- 推しのアイドルが隣の部屋に引っ越してきた（脊髄引き抜きの刑）：2019年9月号 - 2023年5月号
- 鬼ごっこ（黒柾志西）：2006年3月号 - 2009年5月号
- 鬼姫（冨樫秀昭）：2006年11月号 - 2007年11月号
- オリハルコン・レイカル Duo（綱島志朗）：2014年1月号 - 2016年4月号
- オレとメイドと時々オカン（内村かなめ）：2008年2月号 - 2009年2月号
- 俺野鳥観察記（つくりものじ）：2008年2月号 - 2009年7月号 ※単行本未発売、2009年7月号は休載告知3コマ漫画→休載のまま未完
- オレ、魔王だけどバレてないよね?（八汐ごよう）：2017年6月号 - 2018年4月号
- 女騎士ゴブリン（原作：オンディ、漫画：しんどう）：2021年2月号 - 2022年2月号

### か行
- 怪異いかさま博覧亭（小竹田貴弘）：2007年1月号 - 2010年7月号 ※読み切り作品を連載化
- 黒地旅記－カオスアイル－（ゆづか正成）：創刊号 - 2006年11月号
- ガウガウわー太2（梅川和実）：創刊号 - 2009年8月号 ※本編は2006年2月号から
- 学園天国パラドキシア（美川べるの）：創刊号 - 2015年2月号
- かみあり（染屋カイコ）：2007年3月号、2007年10月号、2008年2月号、2008年6月号、2008年11月号、2009年2月号、2009年4月号 - 2019年12月号 ※不定期→隔月連載
- 彼と彼女の境界線（依代智行）：2008年1月号 - 2008年2月号 ※連載途中で作者逝去。3月号にて追悼ページが設けられた
- かんなぎ（武梨えり）：創刊号 - 2008年12月号、2011年9月号 - 2017年9月号
- かんぱち（原作：武梨えり）：漫画：結城心一、2010年4月号 - 2016年5月号
- がんばれ!消えるな!!色素薄子さん（水月とーこ）：2009年2月号 - 2014年3月号
  - もっと!がんばれ!消えるな!!色素薄子さん（水月とーこ）：2015年3月号 - 2015年7月号
- 企業戦隊サラリーマン（三田直槻）：2007年6月号 - 2007年12月号
- 君に好きと言えるまで（蒼井ミハル）：2021年5月号 - 2021年11月号
- 逆襲!パッパラ隊（松沢夏樹）：2006年7月号 - 2011年3月号
- Qgirl（六堂秀哉）：2012年9月号 - 2013年3月号
- 今日、小柴葵に会えたら。（原作：竹岡葉月、漫画：フライ）：2019年1月号 - 2022年5月号
- 巨乳とロリとボーイッシュ（しののめしの）：2016年6月号 - 8月号読み切り、9月号 - 2017年11月号
- 気をつけなよ、お姉さん。（サスケ）：2022年5月号[4] - 2023年8月号、←『まんが4コマぱれっと』から移籍[4]
- CROW（森清士郎）：2009年1月号 - 2010年7月号
- クロックワークガール（ハラヤヒロ）：2010年3月号 - 2010年9月号 ※第1期S×4サバイバー勝者として連載。
- 限界夫婦（きづきあきら＋サトウナンキ）：2021年5月号 - 2022年4月号[15]
- 現代魔女図鑑（伊咲ウタ）：2014年2月号 - 2016年6月号
- げんCha!（宗田豪）：創刊号 - 2006年6月号
- 恋はいいから眠りたい!（しはる）：2020年12月号 - 2022年10月号
- コイバナキセキ（内藤隆）：2010年11・12月号 - 2012年8月号
- 黒装のミストレス（西浦恭司）：2011年12月号 - 2012年10月号
- このこここのこ（藤こよみ）：2009年7月号 - 2010年10月号
- こんな私に期待しないデ（りすまい）：2020年10月号 - 2022年3月号

### さ行
- THE WINGS of BATTLE FLAG〜戦旗の翼〜（浜田ぢゅんいち）：2012年6月号 - 2012年8月号
- 佐土原和葉は完璧ですか?（おおのいも）：2017年12月号 - 2019年1月号
- サユリリ（濱元隆輔）：2011年1月号、2011年8月号 - 2012年4月号
- 3人分クッキング（futa）：2013年2月号 - 2014年6月号
- 自意識過剰な桐谷さん（蒼木雅彦）：2018年6月号 - 2018年10月号
- 思春期ちゃんのしつけかた（中田ゆみ）：2019年4月号 - 2025年8月号[16]
- 篠崎姫乃の恋心Q＆A（閏月戈）：2018年7月号 - 2020年4月号
- JC探偵でぃてくてぃ部!（鈴城芹）：2011年1月号 - 2013年8月号
- 私立彩陵高校超能力部（石田あきら）：2006年6月号 - 2008年10月号
- 住所未定(仮)（まりお金田）：2006年2月号 - 2007年11月号
- じゅっTEN!（絶叫）：創刊号 - 2007年4月号
- 少女妄想タブレット（ゆうきつむぎ）：2012年12月号 - 2014年2月号、←コミックキューガールより移籍
- 少年ブランキーJET（佐野タカシ）：2006年3月号 - 2007年4月号
- 白砂村（今井神）：2006年5月号 - 2014年2月号 ※読み切り作品を連載化
- シルシア＝コード（大森葵）：2016年1月号 - 2018年12月号
- CYNTHIA THE MISSION（高遠るい）：創刊号 - 2008年10月号
- すのはら荘の管理人さん（ねこうめ）：2022年5月号[4] - 2022年10月号、←『まんが4コマぱれっと』から移籍[4]
- 精怪異聞（時任奏）：創刊号、2006年7月号、2007年2月号、2007年9月号、2008年1月号、2008年10月号、2009年2月号 - 2010年7月号 ※不定期→隔月連載
- 精霊課金録マジカロイド（セレビィ量産型）：2013年8月号 - 2014年1月号 ※連載中止
- 世界を良くする残酷なメソッド（原作：深見真、漫画：山波幸介）：2017年2月号 - 3月号 ※作画担当の体調不良により連載中止
- SEVEN GUNNERS（内々けやき）：2010年11・12月号 - 2011年8月号
- 戦場の魔法使い（檜山大輔）：2014年2月号 - 2016年5月号 ※読み切り作品を連載化
- 蒼海訣戰（納都花丸）：創刊号 - 2011年3月号 ※第1部完、『電撃コミックジャパン』に移籍
- SOUL GADGET RADIANT（大森葵）：2006年3月号 - 2012年1月号
- 宇宙ヨメ（原悠衣）：2012年5月号 - 2014年3月号

### た行
- 第38期 藍本女子高等学校生徒会活動日誌 あいぽん（橘あゆん）：2015年1月号 - 2015年11月号
- 正しい国家の創り方。（橘あゆん）：2007年6月号 - 2010年2月号
- ダキマクラブ（ふわのつぼみ）：2010年4月号 - 2010年7月号 ※第1期S×4サバイバー出身。
- たなかは（田中淳一）：創刊号 - 2006年6月号
- たぶん惑星（粟岳高弘）：2013年4月号 - 2014年3月号 ※読み切り作品を連載化
- チートスキル『死者蘇生』が覚醒して、いにしえの魔王軍を復活させてしまいました〜誰も死なせない最強ヒーラー〜（原作：はにゅう、漫画：りすまい、キャラクターデザイン：shri）：2020年8月号 - 2025年3月号[12]
- 父がロリなもので（シメサバ）：2012年9月号 - 2013年8月号
- ちぴろぼ（モロやん）：2010年1月号 - 2010年11・12月号
- つーつーうらうら☆ダイアリーズ（原作：TAGRO、漫画：ヤス）：2015年1月号 - 2016年5月号
- ツキとおたから（渡真仁）：2007年11月号 - 2010年2月号
- っしゃ!!（ヘラダミツル）：2010年11・12月号 - 2011年4月号
- Dear Emily...（瑚澄遊智）：創刊号 - 2006年9月号→『Dear Emily... 〜da capo〜』と改題し、『電撃コミックジャパン』で続編を連載開始。
- でぃおてぃまにゅある 〜神様たちの恋愛代行〜（原作：クール教信者、漫画：ヤス）：2017年5月号 - 2019年3月号
- ティンクルセイバーNOVA（藤枝雅）：創刊号 - 2015年2月号 ※休載のまま未完
- TiN-So 君が手にする俺の機巧魔剣（原作：アサウラ、漫画：ラルサン）：2017年10月号 - 2018年8月号
- Tokyo Girl's 7s（吉野たるぼ）：2015年6月号 - 2016年1月号
- 東京サマーオブザデッド（玖倉しいち）：2010年4月号 - 2013年1月号
- ド直球彼氏×彼女（ふじた渚佐）：2017年9月号 - 2019年7月号、→『月刊少年チャンピオン』に移籍
- どっちも気づかない。（東ふゆ）：2020年4月号 - 2022年4月号[15]
- となりの布里さんがとにかくコワい。（紀ノ上晟一）：2022年5月号[4] - 2022年12月号、→『まんが4コマぱれっと』から移籍[4]
- ドロップフレーム（成家慎一郎）：2015年4月号 - 2016年12月号
- とんぬらさん（セレビィ量産型）：2008年3月号 - 2013年6月号 ※読み切り作品「とぬらんち」を連載化。また本誌では最速となる2ヶ月で読み切りから連載化した作品である。[独自研究?]

### な行
- ナ*ナ*キ!!（水谷悠珠）：2006年4月号 - 2007年10月号
- ニジとクロ（武梨えり）：2018年9月号 - 2020年12月号
- ニセ記憶喪失の蜂夜さん（植杉光）：2018年11月号 - 2019年12月号
- 年中無休★サンタさん!（仏さんじょ）：2009年8月号 - 2011年7月号
- ノイン（村崎久都）：2009年3月号 - 2010年6月号

### は行
- ハンド×レッド（原作：倉田英之 漫画：星樹）：2006年8月号 - 2009年1月号、2009年8月号
- BUS GAMER（峰倉かずや）：2006年4月号 - 2006年11月号、2008年1月号 - 2009年5月号 ※休載のまま未完
- 美少女同人作家と若頭（ベニガシラ）：2019年1月号 - 2020年10月号
- 陽だまりのニーノ（原作：みなつき、漫画：肋兵器）：2020年11月号 - 2021年11月号
- ひめゴト（佃煮のりお）：2013年12月号 - 2015年8月号
- ひめなカメナ（結城心一）：創刊号 - 2008年8月号
- ヒロインボイス（佃煮のりお）：2016年1月号 - 2016年12月号 ※第1部完
- ブラックスイープシスターズ（原作：藤沢とおる、漫画：佐野タカシ）：2012年3月号 - 2013年7月号
- ベリル童話（七尾奈留&九尾）：2010年11・12月号 - 2011年2月号
- 僕が女装して弾いてみたらバレそうな件（真西まり）：2012年3月号 - 2013年8月号
- ぼくのキライな執事ッ!（中山みゆき）：2011年9月号 - 2013年1月号
- ぼくラはミンナ生きテイル!（Tiv）：2010年7月号 - 2012年5月号
- ぼっち日和。。（今村朝希）：2011年1月号 - 2012年6月号
- 本番5秒前!（美川べるの）：2015年10月号 - 2017年4月号

### ま行
- 政宗くんのリ○○○(リなんとか)（原作：竹岡葉月、漫画：結城心一、キャラクターデザイン：Tiv）：2016年11月号 - 2017年4月号
- 政宗くんのリベンジ（原作：竹岡葉月、漫画：Tiv）：2012年12月号 - 2018年8月号
  - 政宗くんのリベンジ after school（原作：竹岡葉月、漫画：Tiv）：2018年11月号 - 2019年3月号 ※短期集中連載
- マジメ教師と幼女（寅）：2019年6月号 - 2020年4月号
- マレフィキウム（松沢夏樹）：2012年4月号 - 2012年9月号
- 未確認で進行形（荒井チェリー）：2022年6月号 - 2024年5月号[8]、→『まんが4コマぱれっと』から移籍[17]
- みだLOVE♪（林哲也）：2016年7月号 - 2018年5月号 ※第一部完
- みてぐら（鬼魔あづさ）：創刊号 - 2006年4月号 ※単行本未発売
- 夢幻領域（ちはやいくら）：2006年7月号 - 2006年11月号 ※単行本未発売
- 迷宮街輪舞曲―晴れた日には剣を持って。（原作：林亮介 漫画：結城さくや）：2006年2月号 - 2007年4月号
- 滅子に夜露死苦（クール教信者）：2013年4月号 - 2015年11月号
- メメルさんのしつじ（望月和臣）：2006年6月号 - 2006年9月号 ※単行本未発売

### や・ら行
- 八十亀ちゃんかんさつにっき（安藤正基）：2016年7月号 - 2022年11月号
- ユキトスミ（おにお）：2016年11月号 - 2017年11月号
- リア充なんか怖くない（原案・構成：早茅野うるて、漫画：六道秀哉）：2013年8月号 - 2013年10月号
- リンナ警部は呼吸ができない（あららぎあゆね）：2016年12月号 - 2018年2月号
- レインコード（山田秋太郎）：2012年6月号 - 2012年11月号
- REVEREND D（藤沢とおる）：2006年9月号、2007年6月号 - 2007年12月号 ※第一部完、2006年9月号は予告
  - REVEREND D ZERO -黒書戦記-（藤沢とおる）：2008年11月号 - 2009年2月号 ※『REVEREND D』の番外編
- れんあいこわい（くずしろ）：2015年12月号 - 2017年5月号
- 恋愛☆SLG（高津ケイタ）：2013年12月号 - 2015年1月号
- レンゴクのミコト（霧友ころは）：2012年6月号 - 2012年11月号
- 恋痴な日本（ていか小鳩）：2013年6月号 - 2014年7月号
- ろりぽ∞（仏さんじょ）：創刊号 - 2009年6月号
- ろんぐらいだぁす!（原案・企画協力：LONGRIDERS、漫画：三宅大志）：2012年11月号 - 2018年5月号 ※2018年5月号で休載告知、『月刊ブシロード』に移籍

### あ行
- THE IDOLM@STER（原作：バンダイナムコエンターテインメント[注釈 1]/PROJECT IM@S、脚本：髙橋龍也、漫画：まな）：2012年10月号 - 2016年10月号
- アイドルマスター InnocentBlue（原作：バンダイナムコゲームス 漫画：零壱）：2009年9月号 - 2011年3月号
- THE IDOLM@STER CINDERELLA GIRLS（原作：BNEI/PROJECT CINDERELLA、オリジナルストーリー原案：綾奈ゆにこ）：漫画：上戸ソウ、2016年2月号 - 2016年4月号 ※連載中止
- アイドルマスター SplashRed（原作：バンダイナムコゲームス 漫画：坂野杏梨）：2009年9月号 - 2011年3月号
- アイドルマスター NeueGreen（原作：バンダイナムコゲームス 漫画：黒瀬浩介）：2009年9月号 - 2011年3月号
- アイドルマスター relations（原作：バンダイナムコエンターテインメント 漫画：上田夢人）：2007年2月号 - 2008年6月号 ※2007年2月号は予告編
- アザナエル（原作：ニトロプラス、漫画：村崎久都）：2010年11・12月号 - 2012年6月号
- 朝焼けは黄金色 THE IDOLM@STER（原作：BNEI/PROJECT iM@S、脚本：髙橋龍也、漫画：まな）：2017年7月号 - 2021年4月号
- アズールレーン Queen's Orders（原作：『アズールレーン』運営、漫画：槌居）：2018年12月号 - 2023年9月号
- アズールレーン THE ANIMATION あなたの碧き航路に祝福を（漫画：ichinomi）：2020年3月号 - 2020年11月号
- 姉小路直子と銀色の死神（原作：みなとカーニバル、漫画：あゆま紗由）：2015年5月号 - 2016年3月号
- いーあるふぁんくらぶ（原案：みきとP、漫画：黒渕かしこ、監修：ヨリ(横槍メンゴ)）：2013年11月号 - 2015年5月号
- 異世界の聖機師物語（原作：梶島正樹、漫画：ばう）：2009年7月号 - 2010年6月号
- いつか、眠りにつく日（原作：いぬじゅん、漫画：手名町紗帆）：2021年4月号 - 2022年9月号
- eden*（原作:minori・鏡遊、漫画:守姫武士）：2009年8月号 - 2010年3月号
- えんぶれっ!（原作：ハイレゾ、漫画：ぺけ）：2011年10月号 - 2012年8月号
- 置き場がない!（原作：あかべぇそふとつぅ、漫画：黄鶏）：2010年5月号 - 2011年1月号
- 俺がお嬢様学校に「庶民サンプル」としてスピンオフされた件（原作：七月隆文、漫画：Sw、キャラクター原案：閏月戈）：2015年8月号 - 2016年7月号
- 俺がお嬢様学校に「庶民サンプル」として拉致られた件（原作：七月隆文、漫画：りすまい、キャラクター原案：閏月戈）：2012年7月号 - 2018年11月号

### か・さ行
- 学園eden*（原作:minori 鏡遊 漫画:守姫武士）：2011年1月号 - 2012年2月号
- 空想東京百景<異聞>Strange report（原作・監修：ゆずはらとしゆき、漫画：toi8）：2014年3月号 - 2015年1月号
- 軍人少女、皇立魔法学園に潜入することになりました。〜乙女ゲーム？ そんなの聞いてませんけど？〜（漫画：syuri22、原作：冬瀬、キャラクター原案：タムラヨウ）：2022年5月号[4] - 2023年7月号、→『まんが4コマぱれっと』から移籍[4]
- 30歳の保健体育（井ノ本リカ子）：2010年11・12月号 - 2011年10月号
- 死神のキョウ（原作：魁、漫画：星野円）：2010年11・12月号 - 2012年6月号
- SHOW BY ROCK!! 徒然なる操り霧幻庵 〜つれづれ漫遊記〜（原作・著作・監修：株式会社サンリオ、漫画：黒渕かしこ）：2017年2月号 - 2018年3月号
- 世界樹の迷宮II〜六花の少女〜（原作：アトラス、漫画：FLIPFLOPs）：2008年3月号 - 2009年2月号
- 世界樹の迷宮III〜深海の戦姫〜（原作：アトラス、漫画：六堂秀哉）：2010年5月号 - 2011年8月号
- 世界征服〜純潔のホワイトライト〜（原作：hunting cap brothers、漫画：Hamao、協力：OKSG（TYPE-MOON））：2014年3月号 - 2014年11月号
- セブンスドラゴン（原作：セガ、漫画：電脳桜蛙団）：2009年8月号 - 2010年3月号
- 閃乱カグラ -紅蓮の蛇（ウロボロス）-（原作：高木謙一郎、漫画：あおいまなぶ）：2011年11月号 - 2013年9月号
- 外面だけは完璧なコミュ障冒険者、Sランクパーティーでリーダーになる（原作：とまとすぱげてぃ、漫画：はみ、キャラクター原案：桑島黎音）：2022年1月号 - 2024年8月号[13]
- SoltyRei -赤の淑女-（脚本：キムラノボル、漫画：瀧宮一隆）：創刊号 - 2006年5月号
- 宇宙をかける少女R（原作：矢立肇、シナリオ：岡田邦彦、漫画：かぼちゃ）：2009年3月号 - 2010年3月号 ※2009年2月号は予告としてプレビューコミックが掲載

### た・は行
- 辻堂さんの純愛ロード（原作：みなとカーニバル、漫画：黒柾志西）：2012年11月号 - 2014年2月号
- 辻堂さんのバージンロード〜純愛狼〜（原作：みなとカーニバル、漫画：黒柾志西）：2014年3月号 - 2014年8月号
- テイルズ オブ ベルセリア（原作：バンダイナムコエンターテインメント、漫画：蒼和伸）：2017年1月号 - 2018年9月号
- テイルズ オブ レジェンディア（原作：株式会社バンダイナムコゲームス[注釈 2]）、作画：藤村あゆみ）：創刊号 - 2009年1月号
- てとてトライオン!（原作：PULLTOP、作画：黒瀬浩介）：2008年8月号 - 2009年6月号 ※2008年8月号は予告
- 天才最弱魔物使いは帰還したい〜最強の従者と引き離されて見知らぬ地に飛ばされました〜（原作：槻影、漫画：蒼和伸（連載当初の名義はaonagi）、キャラクター原案：Re:しましま）：2022年4月号[15] - 2024年9月号[14]
- 東方儚月抄 〜 Silent Sinner in Blue.（原作：ZUN、漫画：秋★枝）：2007年7月号 - 2009年5月号
- ドールズフロントライン 人形之歌（原作：上海散爆網絡技有限公司、漫画：Ling）：2019年9月号 - 2023年5月号
- ハッカドール IN こみっくす（原作：ハッカドールチーム(DeNA)、漫画：わたなべナベ）：2015年8月号 - 2016年7月号
- ハンドレッド Radiant Red Rose（原作：箕崎准、漫画：おおのいも、キャラクター原案：大熊猫介（ニトロプラス））：2016年5月号 - 9月号
- 氷室の天地 Fate/school life（磨伸映一郎、原作・監修：TYPE-MOON）：2022年5月号[4] - 2025年3月号[12]、←『まんが4コマぱれっと』から移籍[4]
- Fate/Grand Order -Epic of Remnant- 亜種特異点IV 禁忌降臨庭園 セイレム 異端なるセイレム（原作：TYPE-MOON、漫画：大森葵）：2019年3月号 - 2025年2月号[18]
- フラッガーの方程式（原作：浅倉秋成、漫画：こんがりぱすた、キャラクター原案：中村ゆうひ）：2013年11月号 - 2014年10月号
- 平安残酷物語（原作：日日日、漫画：真西まり、キャラクターデザイン：千葉サドル）：2014年4月号 - 2015年1月号
- 放課後のプレアデス Prism Palette（原作：GAINAX、漫画：Anmi、構成協力：ばう）：2014年12月号 - 2016年5月号
- 僕の彼女は僕のことが好きじゃない（原作：此見えこ、漫画：志岐佳衣子）：2021年10月号 - 2023年2月号、→『まんが4コマぱれっと』から移籍

### ま・や・ら行
- マクロスΔ 銀河を導く歌姫（ストーリー原案：「マクロスΔ」より、漫画：満月シオン、監修：河森正治）：2016年6月号 - 2017年11月号
- 勇者はひとり、ニッポンで〜疲れる毎日忘れたい！のびのび過ごすぜ異世界休暇〜（原作：山崎響、漫画：雪狸）：2022年9月号 - 2023年11月号
- ゆりぱち（原作：なもり、武梨えり、漫画：結城心一）：2012年9月号 - 2013年2月号[注釈 3]
- リトルバスターズ! 能美クドリャフカ（原作：Key、漫画：米田和佐）：2011年4月号 - 2013年3月号
- リンちゃんなう（原案：sezu、漫画：田村ヒロ、監修：ガルナ(オワタP)）：2013年5月号 - 2015年1月号

### 企画・コラム

#### REX制服イラストコレクション
1. （2007年12月号）黒星紅白・私屋カヲル
2. （2008年1月号）藤真拓哉・神吉
3. （2008年2月号）村崎久都・じゃじゃまる
4. （2008年3月号）綱島志朗・絶叫

#### S×4サバイバー
- 『Comic REX』本誌の連載権をかけて若手作家がショートストーリー、または4コマ漫画を掲載し、読者投票により勝敗を決めるという企画。
- 本誌でのオフィシャルルールは以下の通り。
  - 第1期
    - ショートストーリーは16P・4コマは8P。
    - 反則行為（金的への直接攻撃や他者の必殺技の使用）は禁止。
    - 読者からの投票の多かった作家を勝者とする。

  - 第2期
    - ショートストーリーは8P・4コマは6P
    - 対決は1対1のトーナメント形式
    - 反則行為は上記と同様。さらに作品は商業誌未発表のオリジナル作品限定とする

##### 第1期
- 毎月4人の作家の作品を掲載し、投票数を競うサバイバル形式。計12名参加。

- 第1回（2009年9月号）
  - あやかし館でおまちかね（ドリヤス工場）
  - まつり（nano）
  - さぶなな（凛須まい）
  - じゅーゆーし（シシ）
- 第2回（2009年10月号）
  - クロックワークガール（ハラヤヒロ）
  - 農Life（エミリ）
  - ダキマクラブ（ふわのつぼみ）
  - ちょうけん（義一）
- 第3回（2009年11月号）※第1回掲載時はシークレット、第2回掲載時に発表された。
  - ゆーまぶ!（タケマサ）
  - ツルの恩返し（名苗秋緒）
  - REX夢ファクトリー（はずみなりゆき）
  - ミミちゃんと地獄のツノ（モタ）※本来参加予定だったが、作者急病により不参加となった。

##### 第2期
- 今回からショートサイド・4コマサイドに分かれて1対1で競うトーナメント形式。ワイルドカードありとのこと。計8名参加
  - ショートサイド・初戦 第1試合（2010年4月号）
    - 米倉まひろの基本的授業風景。（内々けやき）
    - 隣のお兄さんが変態で困っています（ゆーじ）

  - 4コマサイド・初戦 第1試合（2010年5月号）
    - ゆ〜わ〜く。（双葉ますみ）
    - よもぎのセカイ（今村朝希）

  - ショートサイド・第2試合（2010年6月号）
    - おさなキッズ（海月れおな）
    - 教えてキスの距離（神武ひろよし）

  - 4コマサイド・初戦 第2試合（2010年7月号）
    - あくてん!（コゲツモトヤ）
    - てんのえんぜる（小景いのり）

  - ショートサイド・決勝（2010年8月号）
    - 隣のお兄さんが変態で困っています（ゆーじ） - ショートサイド第1試合勝者
    - おさなキッズ2（海月れおな） - ショートサイド第2試合勝者

  - 4コマサイド・決勝（2010年9月号）
    - よもぎのセカイ。（今村朝希） - 4コマサイド第1試合勝者
    - あくてん!（コゲツモトヤ） - 4コマサイド第2試合勝者

#### 今井麻美[アサミンゴスP]の華麗なる?プロデューサー日記
- 声優の今井麻美による『アーケード版アイドルマスター』をメインとする1ページ綴りの連載日記。創刊号より連載し、アーケード版のオンライン対戦終了に伴い2010年11・12月合併号にて最終回となる。

## アニメ化作品
| 作品                       | 放送年          | アニメーション制作 | 備考                |
| -------------------------- | --------------- | ------------------ | ------------------- |
| BUS GAMER                  | 2008年          | Anpro              |                     |
| かんなぎ                   | 2008年          | A-1 Pictures       | 未放送1話あり       |
| ひめゴト                   | 2014年          | 旭プロダクション   |                     |
| おくさまが生徒会長!        | 2015年（第1期） | セブン             |                     |
| おくさまが生徒会長!        | 2016年（第2期） | セブン             |                     |
| バーナード嬢曰く。         | 2016年          | Creators in Pack   |                     |
| ろんぐらいだぁす!          | 2016年、2017年  | アクタス           |                     |
| 政宗くんのリベンジ         | 2017年（第1期） | SILVER LINK.       |                     |
| 政宗くんのリベンジ         | 2023年（第2期） | SILVER LINK.       |                     |
| 八十亀ちゃんかんさつにっき | 2019年（第1期） | サエッタ           | 特別編（第1期）あり |
| 八十亀ちゃんかんさつにっき | 2020年（第2期） | サエッタ           | 特別編（第1期）あり |
| 八十亀ちゃんかんさつにっき | 2021年（第3期） | サエッタ           | 特別編（第1期）あり |
| 八十亀ちゃんかんさつにっき | 2022年（第4期） | サエッタ           | 特別編（第1期）あり |
| お兄ちゃんはおしまい!      | 2023年          | スタジオバインド   |                     |

| 作品                          | 公開年 | アニメーション制作 | 備考 |
| ----------------------------- | ------ | ------------------ | ---- |
| アズールレーン Queen's Orders | 2023年 | Yostar Pictures    |      |

## その他

### ハプニング
- 2008年1月号より連載開始した「彼と彼女の境界線」だが、作者・依代智行が逝去してしまったため、2008年2月号の第2話を最後に連載が終了した。翌月の3月号にて作者の追悼ページが設けられた。
- 2008年2月号より連載開始した「俺野鳥観察記」にて、カラーページ（ひっかけ新連載・魔法の殺し屋ちゃぷちゃぷあひるちゃん）の2ページ目（本誌8ページ目）2コマ目にて手書き文が抜けて（塗り潰されて見えない）掲載され、お詫びの紙が同封されて発売された。すでに印刷の後で判明したようでお詫びの紙を同封せざるを得なかったようであった。